# Bushwick Avenue – Aberdeen Street
Bushwick Avenue – Aberdeen Street – stacja metra nowojorskiego, na linii L. Znajduje się w dzielnicy Brooklyn, w Nowym Jorku i zlokalizowana jest pomiędzy stacjami Wilson Avenue i Broadway Junction. Została otwarta 14 grudnia 1928.